# Louis Cornellier
Pour les articles homonymes, voir Cornellier.
Louis Cornellier (né en 1969) est un journaliste, écrivain et professeur québécois. 

## Biographie
Il enseigne la littérature au Cégep régional de Lanaudière à Joliette.  Il a été rédacteur en chef de la revue Combats (1995-2007) et chroniqueur au journal L'Action (2007-2012). Depuis 1998, il signe la chronique sur les essais québécois dans Le Devoir. Il collabore aussi, depuis mars 2018, à Présence Info, un média indépendant spécialisé en information religieuse québécoise, canadienne et internationale, et, depuis mars 2023, à Jeu, la revue du théâtre québécois. 
Il a publié des recueils de poésie et des essais. Il défend, dans ses essais, le projet souverainiste québécois, les principes de la social-démocratie et la nécessité d'assurer l'avenir français du Québec. Pour lui, la qualité de cette langue est indissociable de son statut de langue commune nationale. 

## Publications
Poésie
- Neurones fragmentés, Trois-Rivières, Écrits des Forges, 1990.
- Pavane pour des proses défuntes, Trois-Rivières, Écrits des Forges, 1994.
- Folklore (avec Dominique et Éric Cornellier), Montréal, Lanctôt et Shelton, 2001.
- Parmi les grands suivi de Petit homme, Montréal, l'Hexagone, 2022.

Essais
- Cinq intellectuels sur la place publique  (direction), Montréal, Liber, 1995.
- Plaidoyer pour l'idéologie tabarnaco, Montréal, Balzac-Le Griot, 1997.
- Devoirs d'histoire : des historiens québécois sur la place publique, Sillery, Septentrion, 2002.
- À brûle-pourpoint : interventions critiques, Sillery, Septentrion, 2003.
- Figures québécoises: portraits critiques, Sillery, Septentrion, 2004.
- Foi critique: débats de fond, préface de Jacques Grand'Maison, Montréal, Novalis, 2004.
- Lire le Québec au quotidien: Petit manuel critique et amoureux de journalisme québécois à l'usage de ceux qui souhaitent bien lire les quotidiens d'ici, Montréal, Éditions Varia, 2005. (3e édition chez Typo, 2013)
- Lettre à mes collègues sur l'enseignement de la littérature et de la philosophie au collégial, Québec, Nota bene, 2006.
- L'art de défendre ses opinions expliqué à tout le monde, Montréal, VLB Éditeur, 2009.
- À plus forte raison. Chroniques de L'Action, Québec, PUL, 2011.
- Dans mon carquois. Dernières chroniques de L'Action, PUL, 2013
- Le point sur la langue. Cinquante essais sur le français en situation, Montréal, VLB, 2016
- "Comment peut-on être un catholique québécois?, dans Demain l'Église. Lettres aux catholiques qui veulent espérer, ouvrage collectif, Novalis, 2019
- "Ma foi critique", dans Entre l'arbre et l'écorce. Fidélité et obéissance dans l'Église d'aujourd'hui, ouvrage collectif, Novalis, 2020
- Une affaire de sens. Essais sur la littérature et la transcendance, Médiaspaul, 2022